# Deutsche Messe AG
Die Deutsche Messe AG mit Sitz in Hannover ist ein Veranstalter von Investitionsgütermessen im In- und Ausland. Mit einem Umsatz von 310 Millionen Euro im Jahr 2018 zählt sie zu den fünf größten deutschen Messegesellschaften. Zum Eventportfolio gehören internationale Leitmessen wie die Didacta (Bildung), die Domotex (Teppiche und Bodenbeläge), die Hannover Messe (industrielle Technologien), die Interschutz (Feuerwehr, Rettungswesen, Bevölkerungsschutz und Sicherheit), die Labvolution (Labortechnik) und die Ligna (Werkzeuge, Maschinen und Anlagen zur Holzbe- und -verarbeitung). Weitere Fachmessen organisiert die Deutsche Messe zudem an anderen Standorten in Deutschland, etwa die Parts2clean (Teilereinigung) oder die SurfaceTechnology (Oberflächentechnik). Darüber hinaus ist das Messegelände regelmäßig Schauplatz von Gastveranstaltungen, die Leitmessen ihrer Branchen sind: Agritechnica (DLG; Agrartechnik) und EuroTier (DLG; Nutztierhaltung), EMO (VDW; Werkzeugmaschinen), EuroBlech (Mack Brooks; Blechbearbeitung) und IAA Transportation (VDA; Transport, Logistik, Mobilität). Zum Portfolio der Deutschen Messe gehören ebenfalls Veranstaltungen in Australien, China, Indonesien, Italien, Kanada, Mexiko, Russland, Singapur, Thailand, der Türkei und den USA. Dazu zählen Messen aus den Bereichen Automotive, ICT & Digital Business, Manufacturing & Processing Industries, Energy & Logistics sowie Metal Processing. Mit mehr als 1200 Beschäftigten und 58 Sales Partnern ist die Deutsche Messe in rund 100 Ländern präsent.

## Geschichte

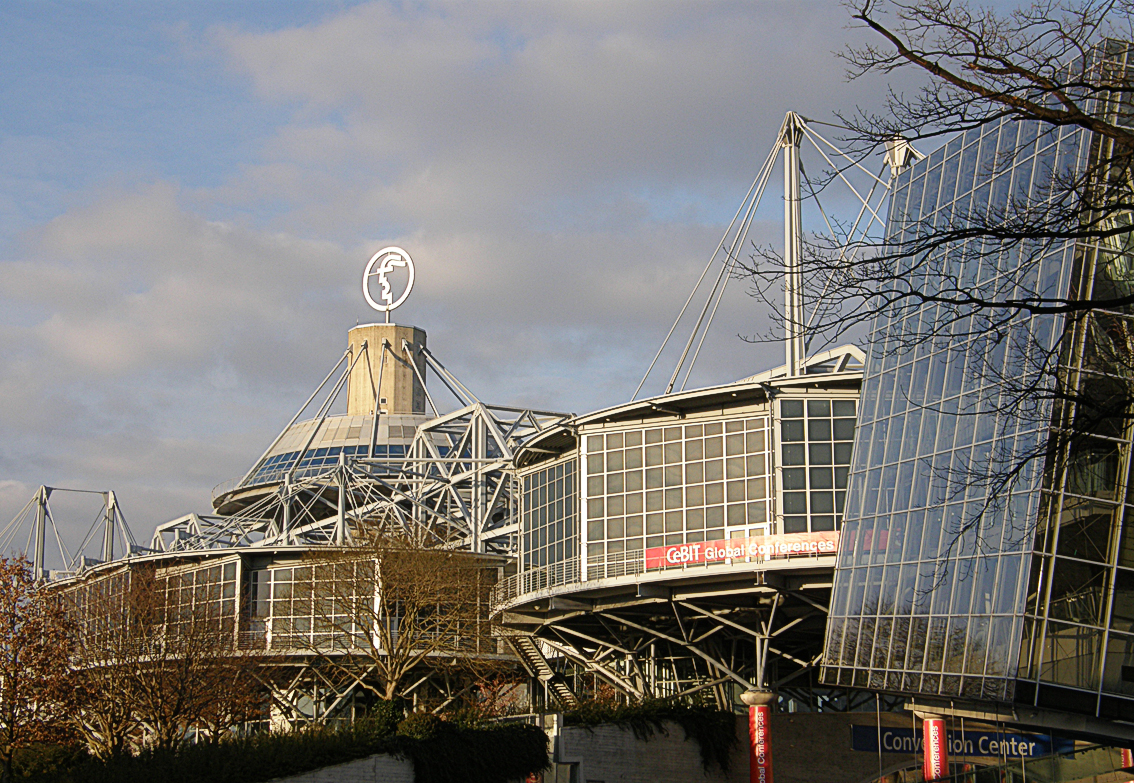
Das Messegelände in Hannover.

Ehemaliges Logo

Bereits im Frühjahr 1947 annoncierten die britischen Besatzungsbehörden im Mitteilungsblatt der Industrie- und Handelskammer in der Rubrik "Verschiedenes":

„Export-Messe 1947 Hannover. Vom 18. August bis 7. Sept. 1947 findet in Hannover die Export-Messe für die westl. Zonen statt. In fünf Ausstellungshallen mit 30.000 m² zeigt die deutsche Industrie exportf. Qualitätserzeugn. Standanmeldungen an: Deutsche Messe- und Ausstellungs-A. G., Hannover-Laatzen.“

Innerhalb von 99 Tagen wurden die auf dem Areal des Metallwerkes Hannover (MEHA) in Laatzen befindlichen, teilweise zerstörten oder zur Demontage vorgesehenen Fabrikhallen für die Messe hergerichtet. In den letzten Tagen vor der Eröffnung arbeiteten 4.600 Menschen auf dem Gelände. Verbraucht wurden beispielsweise 250 Tonnen Eisen, 2.100 m³ Holz, 90.000 m² Hartfaserplatten, 300.000 Mauersteine, 340 Tonnen Zement, 1.000 m³ Kies, 300 m³ Sand, 10.000 m² Glas und 2.400 m² Dachpappe.
Am 16. August 1947 wurde die Deutsche Messe- und Ausstellungs-A. G. Hannover-Laatzen mit einem Grundkapital in Höhe von 1,2 Millionen Reichsmark in das Handelsregister eingetragen. Zwei Tage später, am Montag, den 18. August 1947, begann die Export-Messe 1947 Hannover. Sie dauerte 21 Tage und wurde von 736.000 Besuchern besucht. Bestellungen war nur durch das Fachpublikum und nur auf ausländische Rechnung erlaubt. Es wurden 1.934 Exportverträge über insgesamt rund 31,6 Millionen US-Dollar geschlossen. Ausländische Besucher waren aus insgesamt 53 Nationen gekommen, zur Hälfte aus Übersee.
In den Folgejahren wurden Gelände und Infrastruktur ebenso ausgebaut, wie das Programmangebot. Den in ihrer sechzigjährigen Unternehmensgeschichte größten Investitionsschub erfuhr die Deutsche Messe durch die umfassenden Vorbereitungen zur Weltausstellung Expo 2000. Im Zeitraum 1990 bis 2000 wurden mehr als 800 Millionen Euro aufgewendet, um den Messeplatz Hannover weltausstellungsgerecht auszubauen und gleichzeitig wettbewerbsfähig zu halten.
Heute veranstaltet die Deutsche Messe AG verschiedene Leitmessen: Domotex, Hannover Messe, IdeenExpo, Ligna +, Interschutz, EMO Hannover, IAA Nutzfahrzeuge, CeMAT, Biotechnica, EuroBLECH, Agritechnica und EuroTier.

## Konzernstruktur
Die Messegesellschaft ist Mitglied der Gemeinschaft Deutscher Großmessen e. V. und belegte 2018 gemessen am Umsatz hinter der Messe Frankfurt, der Messe München, der Messe Berlin, der KölnMesse und der Messe Nürnberg Platz 6 in Deutschland.

### Anteilseigner
| Aktionär                  | Anteil am Grundkapital |
| Land Niedersachsen        | 50,00 %                |
| Landeshauptstadt Hannover | 49,871 %               |
| Region Hannover           | 0,129 %                |

Im Aufsichtsrat sitzen 21 Vertreter des Landes, der Landeshauptstadt, der ausstellenden Unternehmen und der Beschäftigten. Vorsitzender des Aufsichtsrates ist Belit Onay, Oberbürgermeister der Landeshauptstadt Hannover.
Die Freie Hansestadt Bremen verkaufte im Mai 2010 ihren Anteil von 0,207 % für einen symbolischen Euro zu gleichen Teilen an das Land Niedersachsen und die Landeshauptstadt Hannover.
Bei der Deutschen Messe AG handelt es sich aufgrund der Eigentümerstruktur um ein öffentliches Unternehmen. Nach der sog. Transparenz-Richtlinie der EU (Richtlinie 2000/52/EG der Kommission vom 26. Juli 2000) ist ein öffentliches Unternehmen „jedes Unternehmen, auf das die öffentliche Hand aufgrund Eigentums, finanzieller Beteiligung, Satzung oder sonstiger Bestimmungen, die die Tätigkeit des Unternehmens regeln, unmittelbar oder mittelbar einen beherrschenden Einfluss ausüben kann.“

## Zahlen, Daten und Fakten
| Fläche des Messegeländes:        | 2.249.834 m²                                                                                      |
| Anzahl der Hallen:               | 26                                                                                                |
| Gesamthallenfläche:              | 392.445 m²                                                                                        |
| Freigeländefläche:               | 58.000 m²                                                                                         |
| Aussteller 2021:                 | 26.000                                                                                            |
| - davon ausländische Aussteller: | 15.000                                                                                            |
| Besucher 2021:                   | 1.357.000                                                                                         |
| - davon ausländische Besucher:   | nicht ausgewiesen                                                                                 |
| Parkplätze:                      | 39.000 Pkw (davon 8.790 in Parkhäusern)                                                           |
| Bahn:                            | 2 Haltepunkte der Stadtbahn Hannover (Messe/Ost, Linie 6 und 16 sowie Messe/Nord, Linie 8 und 18) |
|                                  | DB-Bahnhof in 340 m Entfernung zum Messegelände                                                   |
| Vorstand:                        | Jochen Köckler (Vorstandsvorsitzender), Andrea Aulkemeyer                                         |